# حسين الموسوي
حسين محسن الموسوي، من مواليد 11 يوليو 1988 في الكويت، لاعب كرة قدم كويتي سابق.
كان يلعب مع نادي العربي الكويتي.
و قد لعب مع منتخب الكويت الأولمبي لكرة القدم في بطولة الألعاب الأسيوية 2006، وقد لعب مع منتخب الكويت لكرة القدم في كأس الخليج 2007.

## روابط خارجية
- حسين الموسوي على موقع ناشيونال فوتبول تيمز (الإنجليزية)
- حسين الموسوي على موقع كووورة